# L'Île des faisans
Pour plus de détails, voir Fiche technique et Distribution.
L'Île des faisans est un film policier espagnol réalisé par Asier Urbieta et sorti en 2025,.

## Fiche technique
Sauf indication contraire, les informations mentionnées dans cette section peuvent être confirmées par les bases de données cinématographiques IMDb et Allociné,  présentes dans la section « Liens externes ».
- Titre original : La isla de los faisanes
- Réalisation : Asier Urbieta
- Scénario : Asier Urbieta et Andoni de Carlos
- Musique :
- Décors :
- Costumes : Saioa Lara, Marta Conde et Miren Mujika
- Photographie : Pau Castejón
- Son : Marianne Roussy et Xanti Salvador
- Montage : Maialen Sarasua Oliden
- Production : Ibon Cormenzana, Ignasi Estapé et Sandra Tapia
  - Coproduction : Ane Antoñanzas et Jokin Etcheverria
  - Production déléguée : Andrea Martínez Muñoz
- Société de production : Arcadia Motion Pictures, Galatea Films, La Fidèle Production et La Tentación Producciones
- Société de distribution : BTeam Pictures
- Pays de production :  Espagne
- Langue originale : basque
- Format : couleur — 2,39:1 — son 5.1
- Genre : Film policier
- Durée : 98 minutes
- Dates de sortie :
  - Suède : 25 janvier 2025 (Göteborg)
  - Espagne : 
    - 18 mars 2025 (Malaga)
    - 25 avril 2025 (en salles)

  - France : 23 avril 2025

## Distribution
- Jone Laspiur : Laida
- Sambou Diaby : Sambou
- Itziar Ituño : Tania
- Josean Bengoetxea : Koldo
- Jon Olivares : Peru
- Ibrahima Koné : Nassim
- Aia Kruse : Nerea
- Rodonny Perriere : Mamadu